# 瘤 (小説)
『瘤』（こぶ）は、西川三郎による日本の推理小説。

## あらすじ
横浜みなとみらいで起こった連続殺人事件。死体にはいずれも十桁の数字が残されていた。捜査線上に浮上した2人の男と、秘められた過去の因縁とは。衝撃のラストに感涙必至の長編ミステリー。

## 登場人物
立石 賢治（たていし けんじ）
本作の主人公。神奈川県警の参事官。
山根 欽四郎（やまね きんしろう）
神奈川県警の警部補。
藤原 公平（ふじわら こうへい）
第一の被害者。ジャーナリスト。評判が悪く、黒い噂が絶えない。
織田 五郎（おだ ごろう）
第二の被害者。日本医師会の会長。傲岸不遜な人物。
織田 祐一郎（おだ ゆういちろう）
五郎の息子。みなとみらい総合病院の外科医。父親譲りの傲慢な性格。
皆川 結子（みながわ ゆうこ）
祐一郎の恋人。
早川 保（はやかわ たもつ）
みなとみらい総合病院の外科医。
水口 靖男（みずぐち やすお）
社会保険事務所の社員。

## その他
- 2012年5月8日放送の『超再現!ミステリー』（日本テレビ）にて、映像化された。